# Clapra uzza
Clapra uzza là một loài bướm đêm trong họ Noctuidae.